# Le Tholonet
Le Tholonet település Franciaországban, Bouches-du-Rhône megyében. Lakosainak száma 2370 fő (2022. január 1.). Le Tholonet Aix-en-Provence, Beaurecueil, Meyreuil és Saint-Marc-Jaumegarde községekkel határos.

## Népesség
A település népességének változása:
| Lakosok száma | 953  | 1186 | 2004 | 2237 | 2313 | 2376 | 2305 | 2271 | 2355 | 2370 |
|               | 1968 | 1982 | 1990 | 2006 | 2013 | 2015 | 2017 | 2019 | 2020 | 2022 |